# Патті О'Райллі
Патті О'Райллі (англ. Patti O'Reilly; нар. 18 січня 1968) — колишня американська тенісистка.
Найвищу одиночну позицію світового рейтингу — 206 місце досягла 14 червня, 1993, парну — 129 місце — 3 травня, 1993 року.

## Фінали ITF
| Турніри $25,000 |
| Турніри $10,000 |

### Одиночний розряд: 1 (1–0)
| Результат | Дата         | Турнір        | Покриття | Суперниця           | Рахунок  |
| --------- | ------------ | ------------- | -------- | ------------------- | -------- |
| Перемога  | 3 липня 1989 | Ноксвілл, США | Тверде   | Джилліан Александер | 6–2, 6–1 |

### Парний розряд: 1 (0–1)
| Результат | Дата           | Турнір                       | Покриття | Партнерка        | Суперниці             | Рахунок          |
| --------- | -------------- | ---------------------------- | -------- | ---------------- | --------------------- | ---------------- |
| Поразка   | 17 червня 1991 | Сент-Саймонс (Джорджія), США | Ґрунт    | Крістін О'Райллі | Софі Ам'яш Луїс Аллен | 3–6, 7–6(5), 3–6 |